# Isaak ben Mordechai
Isaak ben Mordechai, bekannt als Maestro Gajo, war ein italienisch-jüdischer Arzt am Ende des 13. Jahrhunderts. Er behandelte Papst Nikolaus IV. und Papst Bonifatius VIII.
Nathan von Cento übersetzte für ihn ein arabisches Werk von Ammar ibn Ali al-Mawsili über die Heilung von Augenkrankheiten ins Hebräische. Die Ärzte Zerahiah ben Shealtiel Ḥen und Hillel ben Samuel aus Verona schätzen ihn hoch. Von Forlì aus schrieb Hillel an Gajo zwei lange Briefe über den Streit um Maimonides’ Lehren, die Gajo mit Interesse verfolgte.

## Einzelbelege
1. ↑  GAJO, MAESTRO (ISAAC BEN MORDECAI) - JewishEncyclopedia.com. Abgerufen am 12. Juni 2025.

| Personendaten    | Personendaten                            |
| ---------------- | ---------------------------------------- |
| NAME             | Isaak ben Mordechai                      |
| ALTERNATIVNAMEN  | Maestro Gajo                             |
| KURZBESCHREIBUNG | italienisch-jüdischer Gelehrter und Arzt |
| GEBURTSDATUM     | 13. Jahrhundert                          |
| STERBEDATUM      | 13. Jahrhundert oder 14. Jahrhundert     |